# Ріддаргольмен
Ріддаргольм (швед. Riddarholmen, досл. «Лицарський острівець») — невеликий острів, що входить до складу Старого міста шведської столиці — Стокгольма. Острів розташований посередині східної частини озера Меларен. Він з'єднаний з островом Стадсгольмен мостом Ріддаргольмсбрун, назва якого перекладається зі шведської як «Міст Лицарського острівця».

## Історія

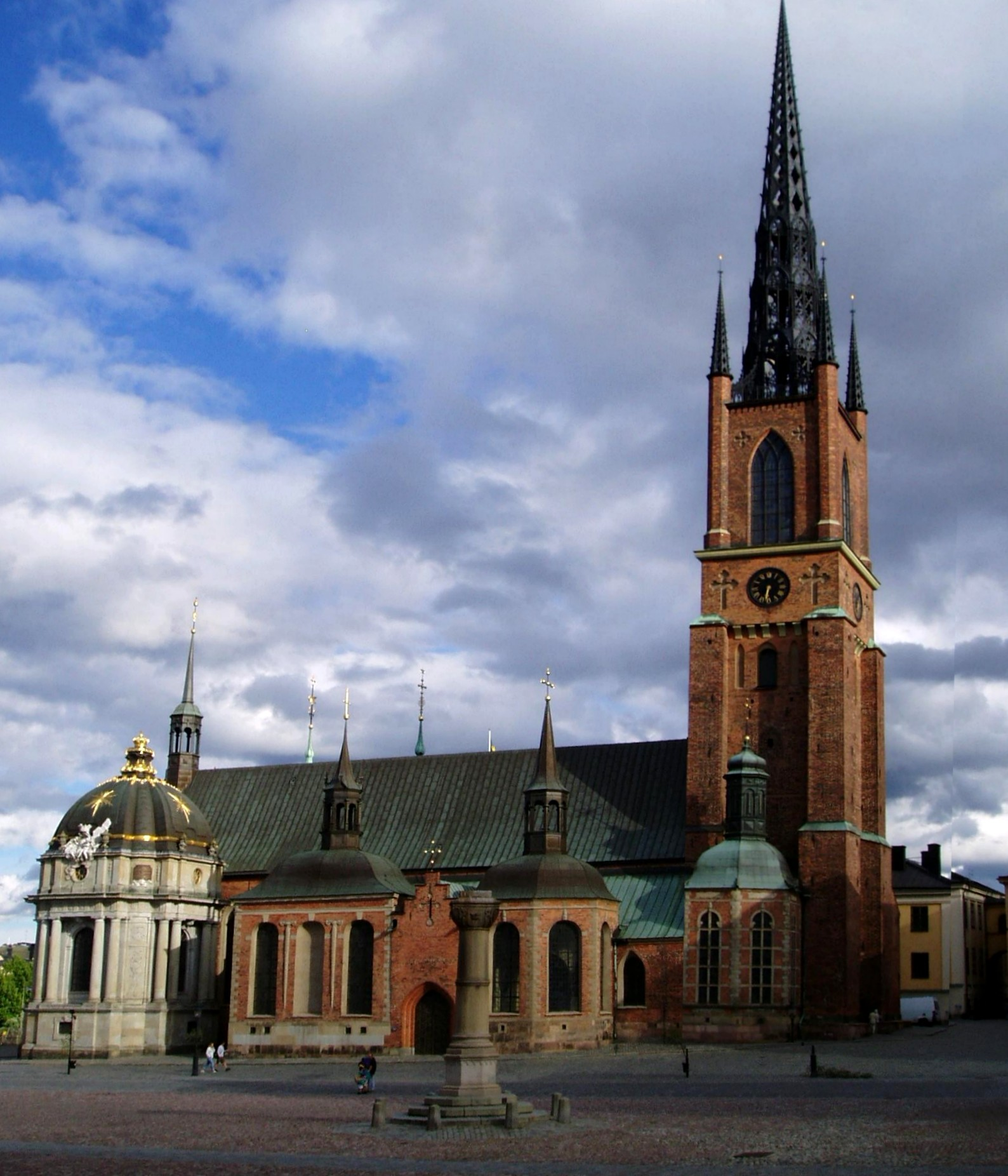
Церква Ріддаргольмена

Історична хроніка вказує 1270 як рік заснування францисканського монастиря на острові. Через десятиліття на острові була закладена церква Ріддархольмен, яка в доповненому і дещо зміненому вигляді стоїть і сьогодні. У давнину острів називали «островом сірих ченців» (швед. Gråmunkeholm) через особливе вбрання монахів. Монастир проіснував кілька століть до приходу до влади в першій половині XVI століття короля Густава Вази. У 1527 році король скасував монастирі, а землю острова передав знаті — лицарям. З тих пір ця частина Стокгольма називається Лицарським островом.
Зараз острів налічує 16 будівель, кожне з яких є значущим пам'ятником історичної архітектури. Всі будинки (крім одного) займають різні адміністративні організації, які в основному пов'язані з судовою системою. У 2010 році з цього району переїхав останній мешканець.

## Визначні пам'ятки

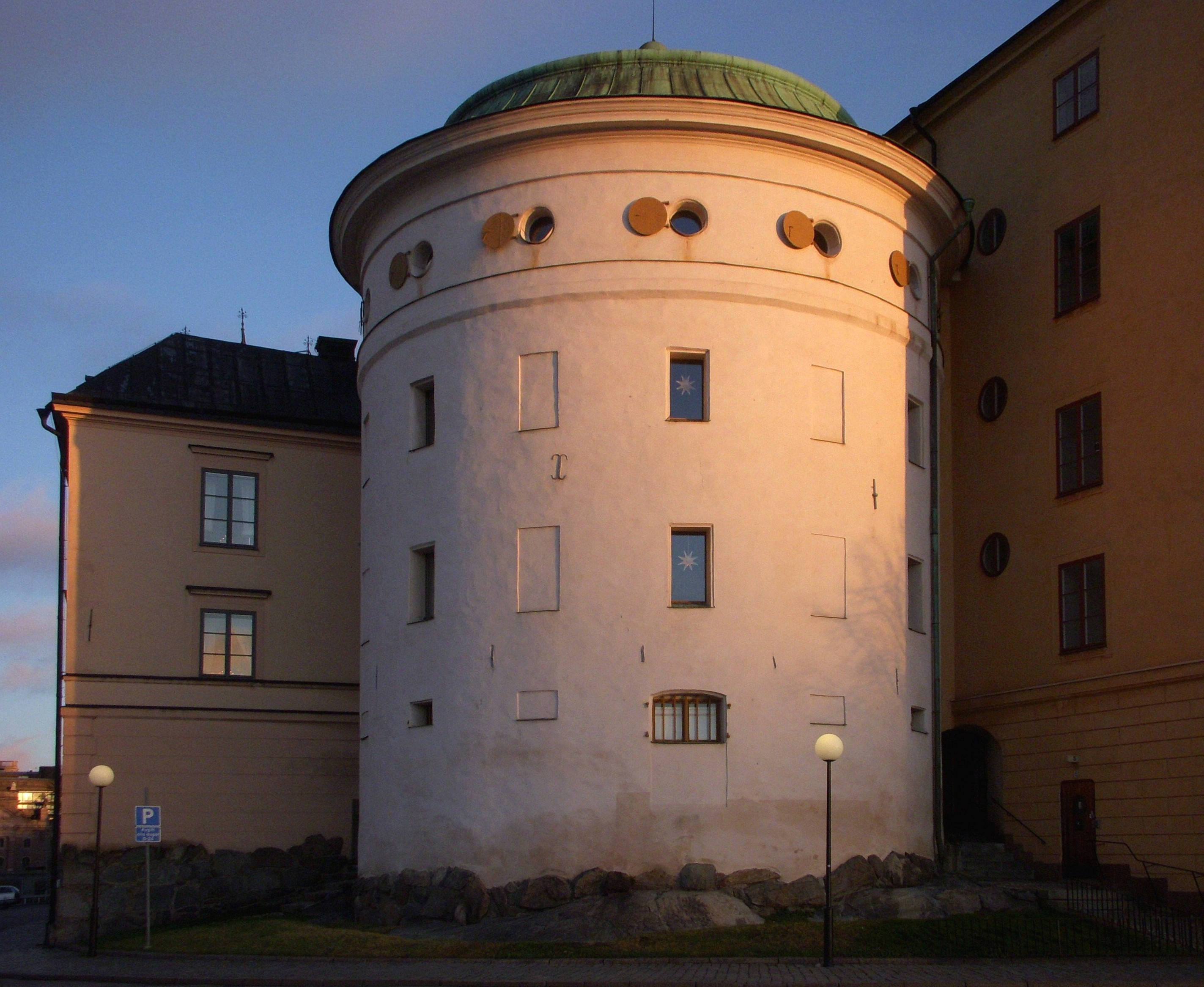
Вежа ярла Біргера

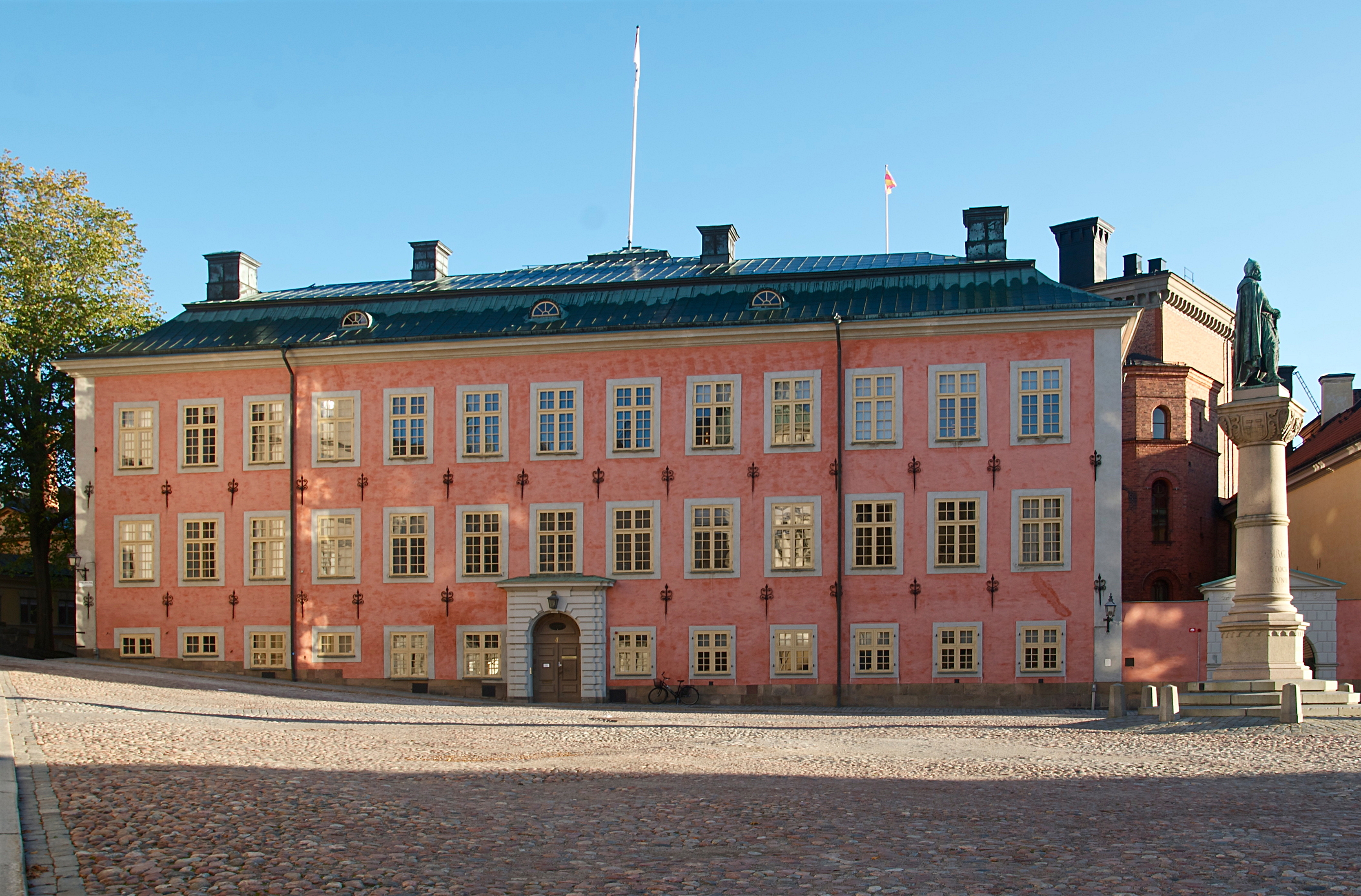
Палац Стенбока

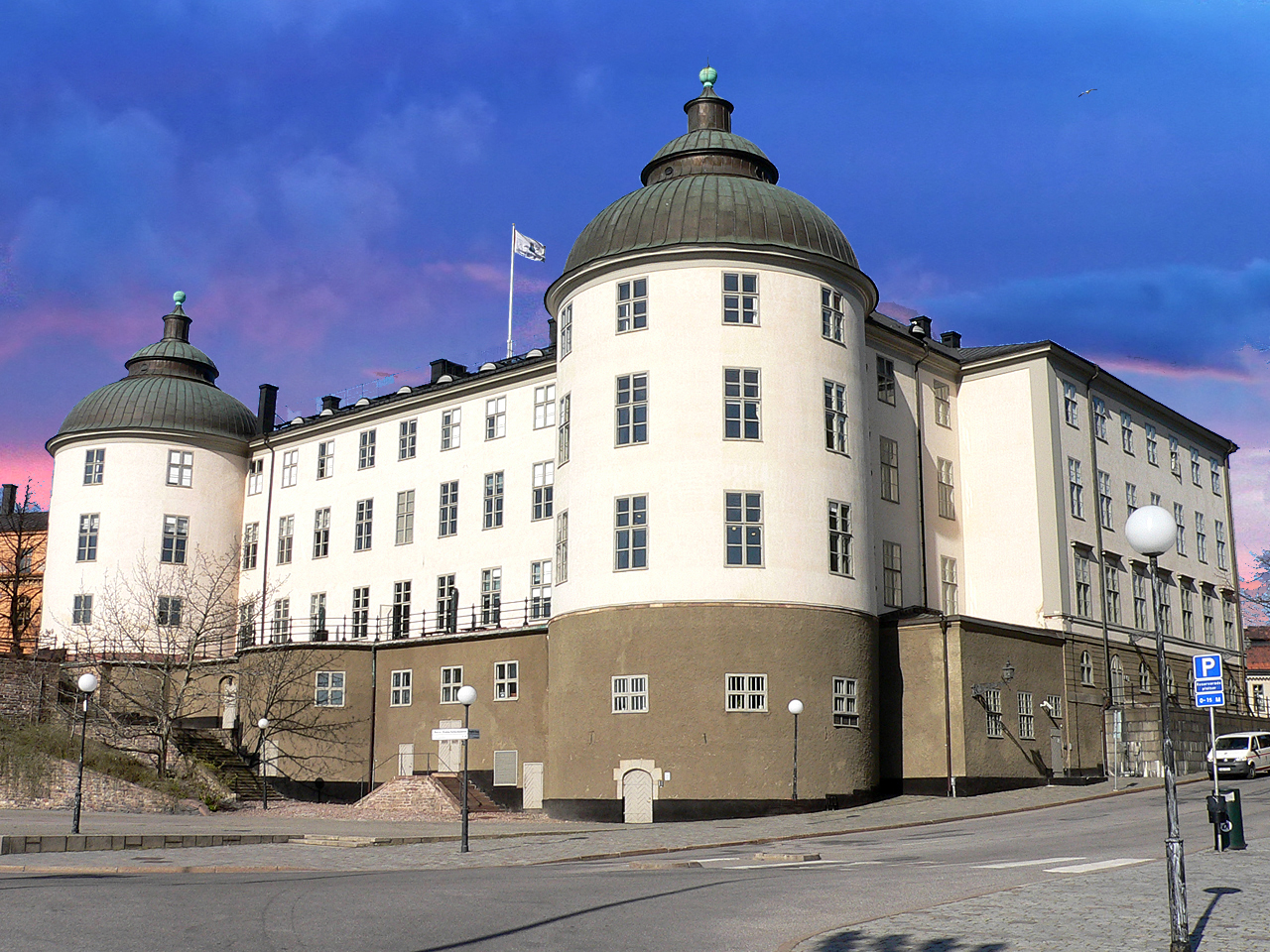
палац Врангеля

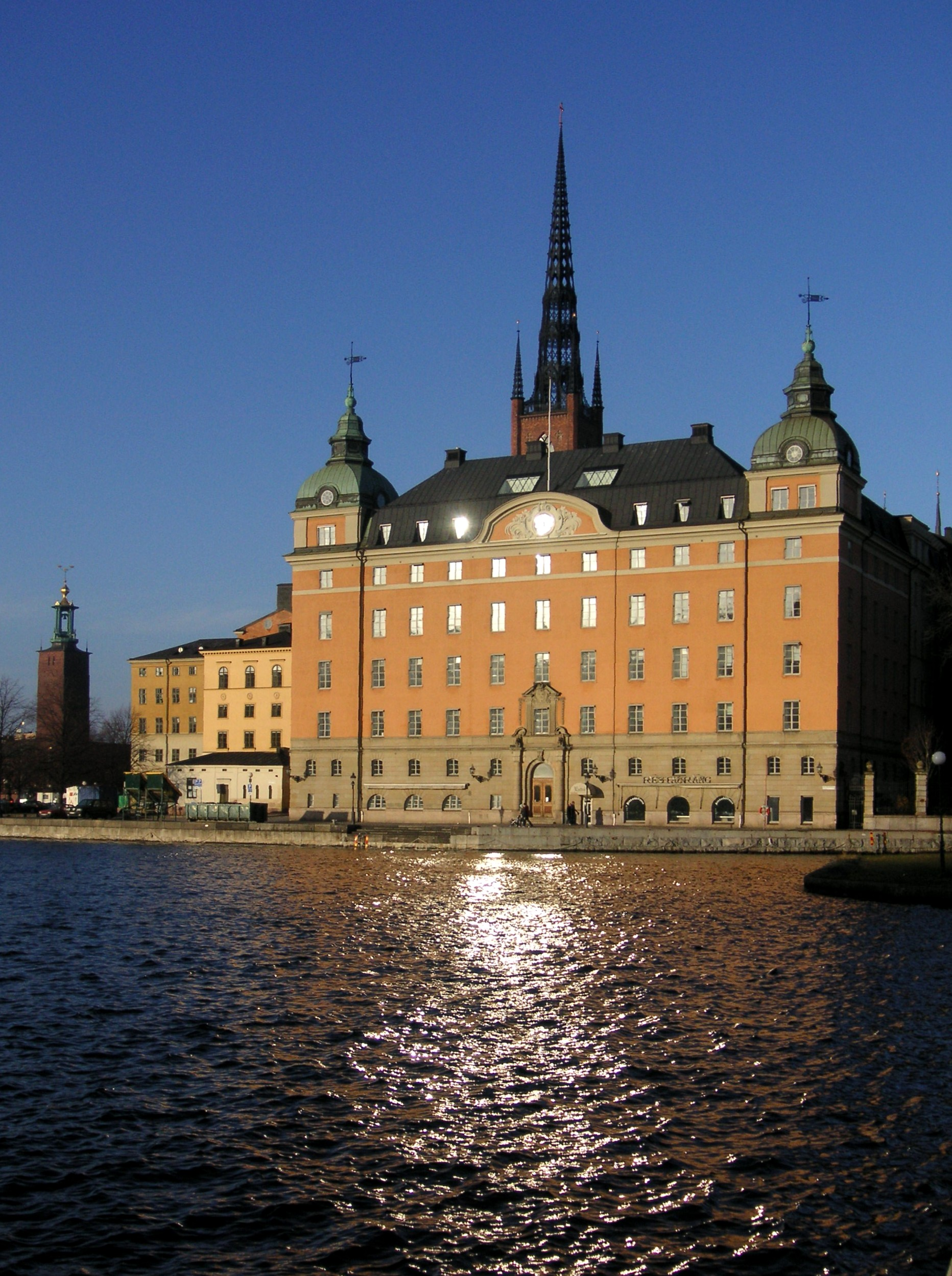
Колишня будівля парламенту

- Головна площа Ріддаргольмена названа начесть засновника Стокгольма ярла Біргера. Його пам'ятник ярлу стоїть поруч із рожевим палацом Стенбока та навпроти входу у церкву Ріддаргольмена.
- Церква Ріддаргольмена — одна з найстаріших будівель Стокгольма. Колись давно тут розташовувався францисканський монастир, сьогодні це усипальниця шведських королів і тут проводять виключно поминальні служби. Традиція поховання монархів на Ріддаргольмі зберігалася до 1950 року.
- Набережна Еверта Тоба. На набережній стоїть яхта, яка колись називалася «Vanadis» і належала Барбарі Гаттон. Барбара «продала» яхту Королівському військово-морському флоту Великої Британії за один фунт. Зараз на яхті розташовується готель під назвою «Mälardrottningen», що означає «Королева озера Меларен».
- Поруч з мостом Ріддаргольмсбрун знаходиться колишня будівля парламенту. До 1905 року у будівлі засідав парламент. В наш час тут влаштувався Апеляційний адміністративний суд.
- Цікавим є палац Врангеля, що виходить на західну набережну острова. Дві круглі масивні вежі покриті куполами і з'єднані прямокутною частиною споруди. Замок збудований на досить високому фундаменті, від чого здається масивним, але компактним. З 1697 по 1754 палац служив резиденцією для королівської сім'ї. А з 1756 по 1928 рік тут знаходилося державне казначейство. В наш час тут розташувався Апеляційний суд Свеаланда.
- Будинок Геббе був побудований у 1628 році для одного з радників короля. В наші дні це адміністративна будівля.
- Східний корпус гімназії (1640-і роки). Будівля була реконструйована з францисканського монастиря. Окремі деталі монастиря досі збереглися. Зараз тут знаходиться адміністративний суд другої інстанції.
- Західний корпус гімназії (1800-і роки) збудований в більш пізній час. З 2009 року в цьому будинку розташована судова палата у справах про вільну торгівлю.
- Палац Спареска є одним з найстаріших у Стокгольмі, побудований у 1630-х роках. З 2011 року тут знаходиться Верховний адміністративний суд.
- Будівля адміністративного суду другої інстанції (1804 рік) була побудована після пожежі 1802 року.
- Палац Стенбока (1640-і роки) є прикладом найкраще збереженого екстер'єру та інтер'єру палацу в Ріддархольмі. Саме в цьому будинку відбувся перший прийом масонів Швеції у 1735 році. В наш час тут знаходиться Вищий адміністративний суд
- Будівля старого аукціону (1750-і роки). У період з 1772 по 1890 рік тут знаходився офіс Генеральної допомоги, свого роду ломбарду, в якому бідні жителі могли позичати гроші. Зараз тут знаходиться державна установа адміністративних послуг.
- Вежа ярла Біргера (1530-і роки) спочатку була однією з гарматних веж в західній частині фортечної стіни, що звернена до озера Меларен, яку Король Густав Ваза побудував в 1530 році. Друга назва вежі — «Рундельн» — дана через отвори, звідки стріляли гармати і рушниці при наступі ворогів. У 18 столітті вежа використовувалася як склад. Сьогодні вежа використовується для офісів Канцлера Правосуддя, а також для кількох урядових структур і архіву.
- Палац Рошена (1652—1656 роки) побудований для впливового шведського барона і письменника Шерінга Рошена. З 1776 по 1876 рік тут перебував Шведський орден масонів. Близько 1800 року був прибудовано східне крило будинку, а в 1850 році західне крило. В даний час в будівлі знаходиться Апеляційний суд округу Свеа.
- Будівля Norstedt є у власності видавниго дому сім'ї Коллінс з початку 1830-х років і до цих пір її штаб-квартира знаходиться тут.
- Будівля старого національного архіву (1877-90). До 1968 року тут розміщувався Національний архів. В даний час будівля є унікальним прикладом інституційного будівництва кінця 1800-х років і одним з небагатьох, що залишилися будинків в своєму роді в Європі. У 2012 році палац був оголошений банкрутом. З 2014 року будівля здається для різних бізнес заходів.
- Палац Гесеншейка (1630-і роки).
- Вілла Левіна (1770-і) належали багатому фінансисту Адольфу Левіну. У наш час це адміністративна будівля.